# 南杏子 (小説家)
南 杏子（みなみ きょうこ、1961年 - ）は、日本の小説家、内科医。

## 経歴・人物
徳島県徳島市生まれ。日本女子大学家政学部被服学科卒業。
大学（家政学専攻）を卒業後、編集プロダクションや主婦の友社での育児雑誌編集を経て、25歳で結婚。夫の転勤に伴ってイギリスへ転居し、外国での出産を経験。帰国後、乳幼児の病気を取材し記事を執筆した経験などから「もっと知りたい」と一念発起して、33歳、長女が2歳の時に東海大学医学部に学士編入する。卒業後、東京都内の大学病院老年内科などで勤務した後、スイスへ転居する。スイス医療福祉互助会顧問医などを務める。帰国後、都内の終末期医療専門病院に内科医として勤務する。
夫に伴って通い始めた小説教室で小説執筆にはまり作家・五十嵐貴久ら講師のもとで実践を学んで、2016年、大学時代に寝たきりの祖父を家で看取った介護体験や医師として多くの死を見届けた体験をもとに終末期医療や在宅医療を題材とした『サイレント・ブレス』で小説家としてデビューする。同作について、「祖父を介護した経験に始まり、終末期を迎えた多くの患者と向き合いながら迷い、学び得たことを、ミステリーの味つけでつづった」と述べている。2018年にはモンスターペイシェントを題材に患者と医師の信頼関係を描いた第2作『ディア・ペイシェント』を発表。

## 作品リスト

### 長編小説
- サイレント・ブレス（2016年9月 幻冬舎 ISBN 978-4344029996）
  - 【文庫改題】サイレント・ブレス 看取りのカルテ（2018年7月 幻冬舎文庫 ISBN 978-4344427761）
- ディア・ペイシェント（2018年1月 幻冬舎 ISBN 978-4344032477）
  - 【文庫改題】ディア・ペイシェント 絆のカルテ（2020年1月 幻冬舎文庫 ISBN 978-4344429376）
- ステージ・ドクター 菜々子が熱くなる瞬間（2019年9月 講談社 ISBN 978-4065170861）
  - 【文庫改題】希望のステージ（2021年9月 講談社文庫 ISBN 978-4065249390）
- ブラックウェルに憧れて（2020年7月 光文社 ISBN 978-4334913564）
  - 【文庫】ブラックウェルに憧れて（2023年1月 光文社文庫 ISBN 978-4334794798）
- ヴァイタル・サイン（2021年8月 小学館 ISBN 978-4093866200）
  - 【文庫】ヴァイタル・サイン（2023年10月 小学館文庫 ISBN 978-4094072990）
- アルツ村（2022年3月 講談社 ISBN 978-4065266588）
  - 【文庫改題】アルツ村 閉ざされた楽園（2025年6月 講談社文庫 ISBN 978-4065398494）

#### まほろば診療所シリーズ
- いのちの停車場（2020年5月 幻冬舎 ISBN 978-4344036048）
  - 【文庫】いのちの停車場（2021年4月 幻冬舎文庫 ISBN 978-4344430815）
- いのちの十字路（2023年4月 幻冬舎 ISBN 978-4344040953）
  - 【文庫】いのちの十字路（2025年4月 幻冬舎文庫 ISBN 978-4344434660）
- いのちの波止場（2024年11月 幻冬舎 ISBN 978-4344043770）

### メディア出演
- NHK総合　あさイチ プレミアムトーク（2021年5月14日）
- テレビ朝日　羽鳥慎一モーニングショー　コメンテーター（2021年5月28日-）
- テレビ朝日　徹子の部屋（2021年7月30日）

### アンソロジー
「」内が収録されている南杏子の作品
- 「ロングターム・サバイバー」（『ザ・ベストミステリーズ2017』〈2017年5月 講談社 ISBN 978-4062205795〉収録）